# التغير المناخي والأنواع المجتاحة

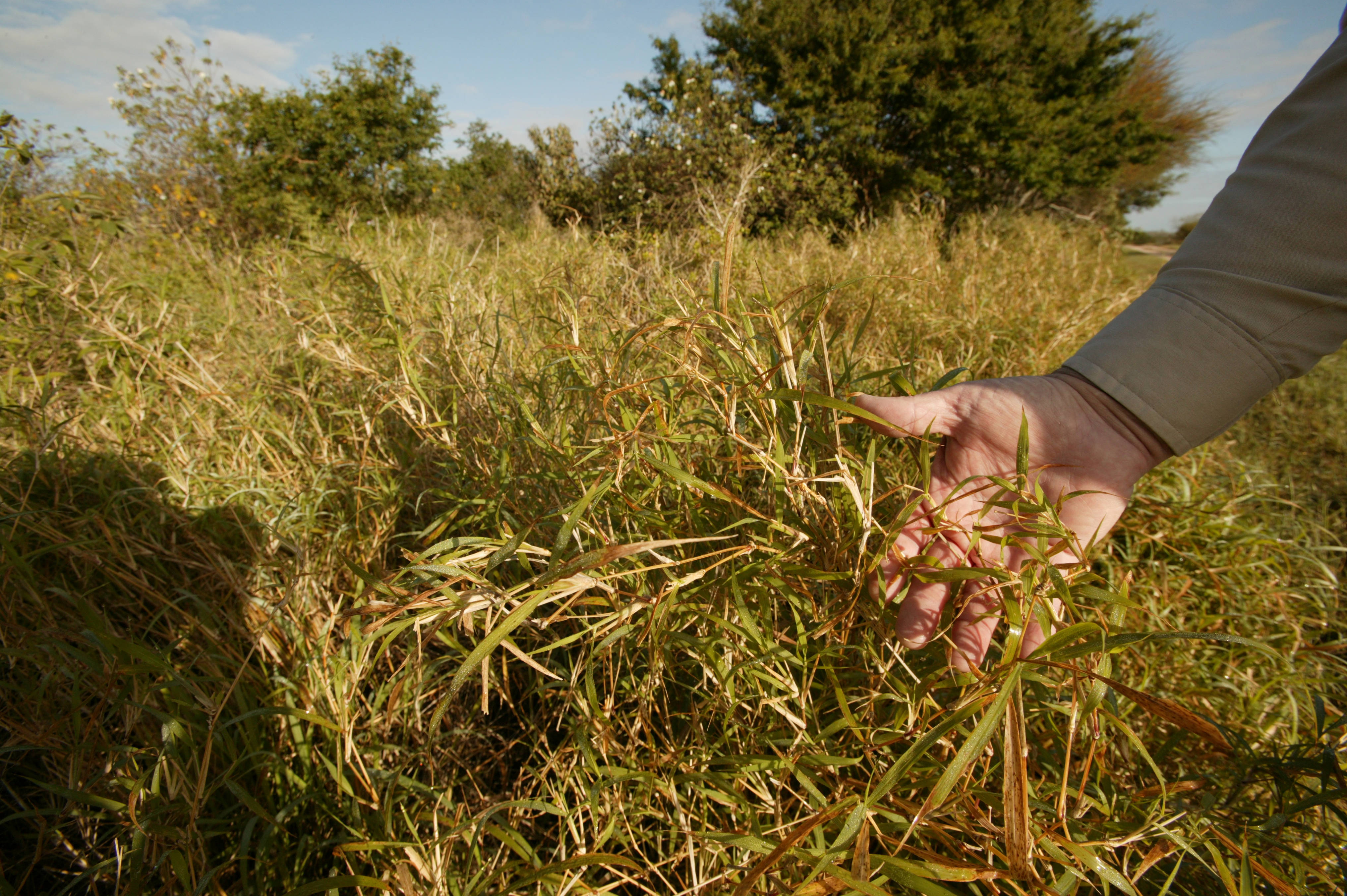

تغيرت الأنظمة البيئية من جراء التغير المناخي -الناشئ بتأثير بشري-، فأدى هذا إلى اجتياحيّة الكائنات الحية. الاحتباس الحراري هو: ازدياد درجة حرارة المناخ بتأثير بشري. ولهذا الازدياد سلسلة من الآثار في النباتات والحيوانات. هذا يشمل: ازدياد ثاني أكسيد الكربون، ودرجة حموضة المياه، وهلاك الأنواع. قد تؤدي هذه العوامل إلى تغييرات وضغوط فسيولوجية على كائنات النظام البيئي الأصلية -برية كانت أم بحرية-، فتضطرها إلى الهجرة إلى أماكن جديدة تناسب أسلوب حياته، وإلا ماتت في بيئتها التي كانت فيما مضى صالحة لها ومناسبة لاحتياجاتها. تزيد الهجرة انتشارية النباتات وانتقالها إلى مناطق جديدة، فيسنح لتلك النباتات الدخيلة اجتياح النظام البيئي الذي انتقلت إليه. وهذه العمليات مجتمعةً قد تقلل مستويات الغذاء في النظام البيئي، فاتحة الباب أمام كائنات حية جديدة لاجتياح ذلك النظام.
البشر من أكبر العوامل المؤدية إلى الاحتباس الحراري. وأهم سبب: استعمال الوقود الأحفوري الباعث ثاني أكسيد الكربون، الذي ينحبس لاحقًا في الغلاف الجوي، فيحبس الحرارة ويغير درجة حرارة المناخ. من الأسباب البشرية المهمة أيضًا: إزالة الغابات، والتحضُّر، وتغيُّرات الغطاء النباتي. فإزالة الغابات قد تبعث في الغلاف الجوي غازات تحبس الحرارة، والتحضر (البناء على الأرض) قد يهلك الأنواع الأصلية ويستبدل بها أنواعًا دخيلة، فيؤثر من ثَم في مستويات الغذاء في النظام البيئي. وأخيرًا تغيرات الغطاء النباتي: يسع الاحتباس الحراري تجفيف البر، فيُهلك بعد حين النباتات المحتاجة إلى تربة غزيرة المياه، ويسعه أيضًا جلْب الأنواع المجتاحة إلى ذلك البر، وتلك الأنواع يلزمها ماء طبعًا، فقد تؤدي من ثَم إلى استنزاف مياه المنطقة، مُهلكة نباتاتها. وهذه التأثيرات معًا قد تضغط على الكائنات الحية فسيولوجيًّا، فتزيد الاجتياح ودمار النظام البيئي الأصلي.

## عواقب التغير المناخي

### تفكيك الأنظمة البيئية
«الشبكات» و«السلاسل» الغذائية وسيلتان مختلفتان لدراسة الافتراس وانتقال الطاقة داخل نظام معيَّن. الشبكات الغذائية أكثر واقعية، وتمييزها في البيئات أسهل، لكن السلاسل تسلط الضوء على أهمية انتقال الطاقة بين المستويات الغذائية. لا تؤثر درجات الحرارة في ظهور أنواع نباتية جديدة فحسب، وإنما تؤثر أيضًا في العادات الغذائية والتناسلية للأنواع الحيوانية. في كلا الوسيلتين مهم أن ندرك أن الأنواع المختلفة لا يسعها التأقلم مع التغير المناخي بالطريقة نفسها ولا المعدل ذاته. هذه الظاهرة اسمها «التفكيك»، ولها آثار ضارة في البيئات المستقرة المتناغمة. في القطب الشمالي صارت قطعان الرنَّة تفتقر إلى الغذاء، لأن الغطاء النباتي أخذ ينمو مبكرًا بسبب ارتفاع درجات الحرارة.
من الأمثلة على التفكيك البيئي: الفرق الزمني بين احترار الهواء واحترار التربة، والعلاقة بين الحرارة (والفترة الضوئية أيضًا) والكائنات الغَيْرية التغذية. يَنتج المثال الأول عن قدرة التربة على الاحتفاظ بحرارتها فترة أطول. فكما أن الماء تكون حرارته أعلى من الهواء في مكان ووقت معيَّنَين -وهذا ما يجعل درجات حرارة المحيط أعلى عند نهاية موسم الصيف-، تكون درجة حرارة التربة أعلى من الهواء. يؤدي هذا كله إلى تفكيك الأنظمة الفرعية.
يؤثر هذا في الاجتياح لأنه يزيد معدلات النمو وتوزُّع الأنواع المجتاحة. عادة ما يكون للأنواع المجتاحة قابلية أكبر على التأقلم مع مختلف الظروف البيئية، وهذا يزيد فرص نجاتها من التغيرات المناخية. وعادة ما يكون تنوعها الحيوي أقل، فلا يمثل لها عبئًا يُذكر، فيسعها من ثَم السيطرة على النظام البيئي الذي اجتاحته.

### الهجرة
في درجات الحرارة العالية تكون مواسم النمو النباتي أطول، فتهاجر الحيوانات نحو القطبين. تُغير الهجرة القطبية أنماط هجرة حيوانات كثيرة. إذا طالت مواسم النمو، تغيرت مواعيد هجرة الأنواع، وتغيرت من ثَم كمية الغذاء المتاحة عند وصولها، فتتأثر كفاءتها التناسلية وقدرتها على البقاء. للاحتباس الحراري أيضًا آثار ثانوية في النظام البيئي، منها تغيير موائله ومصادره الغذائية ومفترِساته. قد تسبب هذه الآثار هلاك الأنواع أو هجرتها إلى مناطق جديدة أنسب.

### الآفات الحشرية
طالما كانت الآفات الحشرية مزعجة، غالبًا بسبب: آثارها الضارة في الزراعة وصحة الإنسان، وتطفُّلها على المواشي. وهذه الآفات الحشرية تأثرت جدًّا بالتغير المناخي والاجتياحات، وصارت تُعد تهديدًا عظيمًا للتنوع الحيوي والأنظمة البيئية. وخطرها محدق أيضًا بالصناعات التحريجية. توجد عوامل عديدة تساهم في المخاوف القائمة من انتشار الآفات الحشرية، وكلها نابعة من ارتفاع درجات الحرارة. يتأثر وجود الآفات الحشرية وانتشارها وأثرها -بشكل مباشر وغير مباشر- بكل من: التغيرات الفينولوجية، وتخطي فصل الشتاء، وازدياد تركيز ثاني أكسيد الكربون في الغلاف الجوي، والهجرة، وازدياد معدلات تكاثرها. تهاجر دودة جذور الذرة الغربية من أمريكا الشمالية إلى أوروبا. وفي القارتين أثَّرت جدًّا في إنتاج الذرة وتكاليفه. سنح لتلك الآفة -من جراء التغيرات الفينولوجية واحترار المناخ- أن توسع حدودها العليا شمالًا. لكن كما يحدث في التفكيك البيئي، لا يلزم أن يكون حال الحدود العليا -أثناء انتشار النوع- كحال الحدود السفلى. أجرى بيدرو أراغون وخورخي لوبو تحليلًا أشار إلى أنه على رغم اتساع نطاق الآفة شمالًا، فإن المناطق الأوروبية التي اجتاحتها ستظل من نطاقاتها المفضلة.

## آثار الكائنات المُمْرِضة
معلوم أن وجود الكائنات الممرضة يتأثر بالتغير المناخي والأنواع المجتاحة -وإن كان البحث في هذا المجال محدودًا حتى الآن-، وتوجد أدلة على أن الاحتباس الحراري سيزيد المُمرِضات النباتية تحديدًا. لِازدياد رطوبة الهواء دور كبير في التفشي السريع للكائنات الممرضة. في البحوث القليلة التي أُجريت لمعرفة أثر التغير المناخي في الممْرضات النباتية، تَركز أغلبها في الممرضات التي تعيش فوق سطح الأرض. لكن هذا لا يعني أن ممرضات التربة لا تتأثر بالتغير المناخي كذلك.